# Itapuranda
Itapuranda (Itapurando), pleme američkih Indijanaca koje je nekada obitavalo uz rijeku rio Maracaçumé, na području brazilske države Maranhão.
Jezično su pripadali porodici tupian.